# Nina Forsberg
Nina Forsberg (født 9. januar 1965) er en dansk sanger og sangskriver. Hun har været medlem af Street Beat, OneTwo og Sing Sing Sing.

## Karriere
Hun blev som 17-årig i 1982 medlem af det københavnske jazz/rock/funk-orkester Street Beat sammen med Cæcilie Norby. I 1985 fortsatte hun sammen med Norby i OneTwo, der udgav tre album, der alene i Danmark solgte 250.000 eksemplarer. Gruppen blev opløst i 1993.
I 1996 udgav Forsberg sit første soloalbum, kaldet Freewheelin'. Det blev fulgt op af 12 Rounds i 1998. Begge album havde dog kun begrænset succes, men Forsberg var i perioder en meget efterspurgt korsanger, og har bl.a. medvirket på plader med Poul Krebs og Laid Back. Hun modtog prisen som Årets Danske Sangerinde ved Dansk Grammy i 1997.
Hun fik i 1998 konstateret kræft, hvilket bremsede karrieren. I en DR-dokumentar fra 2000 følges hendes sygdom og tilbagevenden til musikken.
I 2007 optrådte Nina Forsberg sammen med Kasper Eistrup fra Kashmir og Johan Olsen fra Magtens Korridorer ved en gallakoncert i Ungdomshuset. Siden 2008 har hun optrådt med produceren Yo Akim, ligesom OneTwo har givet flere koncerter de senere år.
I 2010 dannede hun bandet Sing Sing Sing med bl.a. Alex Nyborg Madsen og Ivan Pedersen.

## Diskografi

### Solo
- Freewheelin (1996)
- 12 Rounds (1998)

### Med OneTwo
- OneTwo	(1986)
- Hvide Løgne (1989)
- Getting Better (1993)